# ماکستون (کارولینای شمالی)
ماکستون (به انگلیسی: Maxton) شهری در ایالت کارولینای شمالی کشور ایالات متحده آمریکا است که جمعیت آن در سرشماری سال ۲۰۱۰ میلادی، ۲٬۴۲۶ نفر بوده‌است.